# 瑪格麗塔·謝林
伊娃·瑪格麗塔·伯格·謝林（瑞典語：Eva Margareta Berg Kjellin；1948年9月3日—2017年2月15日），是瑞典溫和聯合黨政治人物，前瑞典議會耶夫勒堡省選區議員。

## 生平
謝林於耶夫勒堡省海爾辛蘭胡迪克斯瓦尔出生，長大後曾擔任護士和護理指導員，後來加入溫和聯合黨成為該黨發言人。
2003年至2011年，謝林是耶夫勒堡省溫和聯合黨黨魁，並於2010年選舉中當選為胡迪克斯瓦爾市議會議長，到2017年2月15日因肺癌逝世。